# Хутірський провулок
Хутірськи́й прову́лок — провулок у Голосіївському районі міста Києва, селище Мишоловка. Пролягає від Армійської вулиці до Золотоніської вулиці.
Прилучаються вулиці Хутірська та Корчуватська. Проходить вздовж Голосіївського лісу.

## Історія
Провулок виник в середині XX століття. Сучасна назва — з 1940–50-х років, від Хутірської вулиці, що пролягає поруч.